# Argyra nigriventris
Argyra nigriventris är en tvåvingeart som beskrevs av Van Duzee 1925. Argyra nigriventris ingår i släktet Argyra och familjen styltflugor.
Artens utbredningsområde är Washington. Inga underarter finns listade i Catalogue of Life.